# Hirnventrikel

Lage der Hirnventrikel im 3D-Modell.

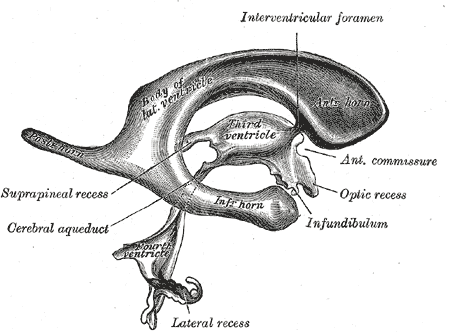
Ausguss des Ventrikelsystems
Seitenansicht von rechts

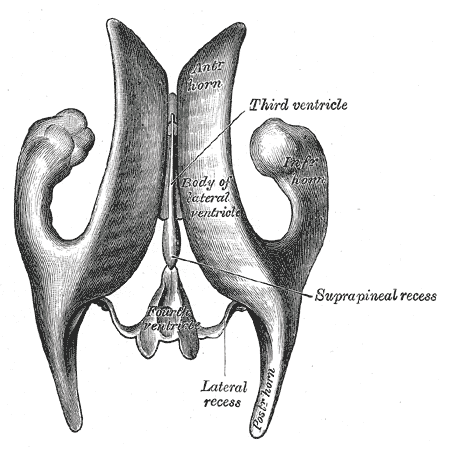
Ausguss des Ventrikelsystems
Aufsicht; das Gesicht wäre dem oberen Bildrand zugewandt

Blau: Seitenventrikel
Cyan: Foramen Monroi
Gelb: Dritter Ventrikel
Rot: Aquaeductus mesencephali
Lila: Vierter Ventrikel
Grün: Zentralkanal (verkürzt)
Öffnungen in den Subarachnoidalraum (z. B. Foramina Luschkae, Foramen Magendii, …) sind nicht dargestellt!

Hirnventrikel sind mit Hirnwasser (Liquor cerebrospinalis) gefüllte Hohlräume im Gehirn. Sie bilden, zusammen mit dem Rückenmarkskanal (Canalis centralis medullaris), den Inneren Liquorraum. Das Gehirn weist je einen Seitenventrikel (Ventriculus lateralis) in jeder Großhirnhemisphäre auf, einen dritten Ventrikel (Ventriculus tertius) im Zwischenhirn und den vierten Ventrikel (Ventriculus quartus) im Rhombencephalon. Über Löcher (Foramina) und Leitungen wie den Aquaeductus mesencephali stehen diese vier Hirnventrikel miteinander als Ventrikelsystem in Verbindung; dem vierten Ventrikel schließt sich der Zentralkanal an.
Erstmals eingehend beschrieben wurde das Ventrikelsystem von dem Begründer der modernen Anatomie, Andreas Vesalius.
Die Ventrikel sind mit einem als Ependym bezeichneten Gewebe ausgekleidet. Das Hirnwasser wird von den in den Ventrikeln liegenden Adergeflechten (Plexus choroidei) gebildet. Daneben finden sich in der Medianebene um das Ventrikelsystem herum gelegen verschiedene unpaare, sogenannte zirkumventrikuläre Organe mit spezifischen ependymalen Bildungen als Ventrikelwand.

## Seitenventrikel
Die beiden Seitenventrikel oder lateralen Ventrikel liegen im Großhirn; ihre komplexe Form mit Vorderhorn (Cornu anterius/frontale), Mittelteil (Pars centralis, Cella media), Hinterhorn (Cornu posterius/occipitale) und Unterhorn (Cornu inferius/temporale) entsteht durch die entwicklungsgeschichtlich bedingte Rotation des Großhirns (siehe auch: Gehirnentwicklung beim Menschen). Die Seitenventrikel stehen jeweils über ein Foramen interventriculare (Foramen Monroi) mit dem dritten Ventrikel in Verbindung.
Obwohl alle vier Teile der Seitenventrikel fließend ineinander übergehen, kann man sie jedoch anatomisch wie folgt begrenzen:
Den Boden des Vorderhorns bildet das Rostrum corporis callosi, die Vorderwand das Genu corporis callosi, die Seitenwand das Caput nuclei caudati, die Innenwand das Septum pellucidum und das Dach der Truncus corporis callosi. Den Boden des Mittelteils bilden die Stria terminalis, die Lamina affixa plexus choroideus und das Crus fornicis, die Seitenwand das Corpus nuclei caudati, die Innenwand Crus fornicis und Septum pellucidum und das Dach der Truncus corporis callosi. Das Hinterhorn wird am Boden vom Trigonum collaterale und der Eminentia collateralis, innen vom Calcar avis und seitlich vom Tapetum begrenzt. Den Boden des Unterhorns bilden Eminentia collateralis und Alveus hippocampi, die Innenwand die Fimbria hippocampi und der Plexus choroideus und die Seitenwand die Cauda nuclei caudati und das Tapetum.
Für das Cornu posterius und das Cornu inferius gilt, dass die seitwärts gelegene (laterale) Wand jeweils auch dem Dach entspricht.
Das Vorderhorn und das Hinterhorn sind frei vom Plexus choroideus, da es sich bei diesen Strukturen um sekundäre Ausstülpungen handelt, welche entwicklungsgeschichtlich erst nach dem fixen Verlauf des Plexus entstehen.
Bei genauer Definition werden die beiden Seitenventrikel auch als erster (links) und zweiter (rechts) Hirnventrikel bezeichnet.

## Foramina interventricularia
Über je ein Foramen interventriculare (auch Foramen Monroi) auf jeder Seite sind der I. und der II. Ventrikel mit dem dritten Ventrikel verbunden.

## Dritter Ventrikel
Der unpaare III. Ventrikel liegt im Zwischenhirn unterhalb des Fornix. Er steht über die Foramina Monroi mit den Seitenventrikeln in Verbindung und mündet rückwärtig (dorsal) in den Aquaeductus mesencephali, über den er mit dem vierten Ventrikel in Verbindung steht.
Der dritte Ventrikel wird wie folgt begrenzt: Den Boden bilden Recessus infundibuli, Anteile des Chiasma opticum, Recessus supraopticus und Mittelhirnhaube (Tegmentum mesencephali). Das Dach bilden die Tela choroidea ventriculi tertii und der Plexus choroideus ventriculi tertii. Die Vorderwand werden von der Columna fornicis, Commissura anterior, Lamina terminalis und dem Recessus triangularis gebildet. Die Hinterwand bilden Commissura habenularum, Commissura posterior, Recessus suprapinealis und Recessus pinealis, die Seitenwand Thalamus, Adhaesio interthalamica, Stria medullaris thalami, Sulcus hypothalamicus und Hypothalamus.

## Aquaeductus mesencephali
Der Aquaeductus mesencephali verbindet als enger Kanal den dritten mit dem vierten Ventrikel und durchquert das Mittelhirn (Mesencephalon).
Am Übergang des III. Ventrikels in den Aquädukt liegt das Organum subcommissurale (Subkommissuralorgan) als ein zirkumventrikuläres Organ des Epithalamus, unterhalb der hinteren Kommissur (Commissura epithalamica bzw. posterior). Über die spezialisierten Ependymzellen dieser entwicklungsgeschichtlich alten Struktur des Neuroepithels von Chordatieren werden unter anderem hochmolekulare Sekrete in den Liquorraum abgegeben, die sich zu Fasern verfestigen und zum Reissner-Faden aggregieren.

## Vierter Ventrikel
Der IV. Ventrikel liegt im Rhombencephalon (Rautenhirn) über der Rautengrube und steht durch insgesamt drei Öffnungen – zwei Aperturae laterales (Foramina Luschkae) sowie einer Apertura mediana (Foramen Magendii) – mit dem Subarachnoidalraum und damit dem äußeren Liquorraum in Verbindung.
Den Boden des IV. Ventrikels bildet die Rautengrube (Fossa rhomboidea) als ventrale Wand. Das zeltartige Dach (Tegmen ventriculi quarti) nach dorsal begrenzen im Bereich des Hinterhirns (Metencephalon): von der Lamina tecti über der Einmündung des Aquaeductus mesencephali ausgehend das unpaare rostrale Marksegel (Velum medullare superius) und im Anschluss an den queren First (Fastigium) jederseits das paarige untere Marksegel (Velum medullare inferius) und dazwischen einwölbend der Nodulus („Knötchen“), ein Anteil des Kleinhirns.
Weiter kaudal bilden Tela choroidea und Plexus choroideus ventriculi quarti das Ventrikeldach sowie schließlich der Obex („Riegel“), eine quere Marklamelle am Übergang zum Zentralkanal des Markhirns (Canalis centralis medullae oblongatae). Noch davor befindet sich als Durchbrechung des Ventrikeldachs die mediane Öffnung (Foramen Magendii), in den Ecken der Rautenfigur am Ende der beiden seitlichen Recessus laterales liegt je eine laterale Öffnung (Foramen Luschkae). Sie stellen wichtige Verbindungen dar in den Subarachnoidalraum als äußeren Liquorraum.

## Plexus choroidei
Die Plexus choroidei reichen in den Seitenventrikeln vom Dach der Unterhörner über die Pars centralis bis zum Beginn des Vorderhorns. Über die Foramina interventricularia (Monroi) stehen sie mit dem Plexus choroideus des dritten Ventrikels in Verbindung. Der isolierte Plexus choroideus des vierten Ventrikels ist an dessen Dach kaudal der unteren Marksegel lokalisiert.